# 25 tháng 4
Ngày 25 tháng 4 là ngày thứ 115 trong mỗi năm dương lịch thường (ngày thứ 116 trong mỗi năm nhuận). Còn 250 ngày nữa trong năm.

## Sự kiện
- 1185 – Chiến tranh Genpei tại Nhật Bản kết thúc bằng Hải chiến Dan no Ura, Gia tộc Taira diệt vong.
- 1490 – Tập Bản đồ Hồng Đức được xuất bản.
- 1644 – Quân Đại Thuận của Lý Tự Thành tiến vào Tử Cấm Thành, Sùng Trinh Đế tự vẫn, triều Minh diệt vong.
- 1719 – Truyện phiêu lưu Robinson Crusoe của Daniel Defoe được xuất bản lần đầu tiên.
- 1792
  - Nicolas J. Pelletier trở thành người đầu tiên bị hành quyết bằng máy chém.
  - Claude Joseph Rouget de Lisle sáng tác La Marseillaise sau khi hoàng đế Áo tuyên chiến với Pháp, sau được chọn làm quốc ca của Cộng hòa Pháp.
- 1859 –  Bắt đầu xây dựng kênh đào Suez nối Địa Trung Hải và biển Đỏ tại lãnh thổ nay là Ai Cập.
- 1882 – Chiến tranh Pháp-Đại Nam: Quân Pháp chiếm được thành Hà Nội từ quân Nguyễn, Tổng đốc Hoàng Diệu tự vẫn.
- 1898 – Chiến tranh Tây Ban Nha-Mỹ: Hoa Kỳ tuyên chiến với Tây Ban Nha; Quốc hội Hoa Kỳ tuyên bố rằng tình trạng chiến tranh đã có từ ngày 21 tháng 4.
- 1926 – Reza Khan đăng quang Quốc vương Iran với tước hiệu "Reza Pahlavi".
- 1945
  - Chiến tranh thế giới thứ hai: Quân Nga và Mỹ gặp nhau trên sông Elbe, cắt đôi nước Đức.
  - 50 nước họp ở San Francisco (bang California, Hoa Kỳ) tổ chức ra Liên hiệp quốc.
- 1953 – Francis Crick và James D. Watson công bố trong tạp chí Nature bài báo miêu tả cấu trúc chuỗi xoắn kép của DNA, nhan đề "Cấu trúc phân tử của acid nucleid".
- 1955 – Ngày giải phóng Vùng Mỏ - Quảng Ninh.
- 1978 – Hội đồng Chính phủ Nước Cộng hoà Xã hội chủ nghĩa Việt Nam ra quyết định thống nhất tiền tệ trong cả nước.
- 1986 – Thảm họa hạt nhân Chernobyl
- 1981 – Hơn 100 công nhân bị phơi ra trước bức xạ trong khi sửa chữa một nhà máy điện hạt nhân ở Tsuruga (tỉnh Fukui, Nhật Bản).
- 1983 – Phi thuyền Pioneer 10 vượt qua quỹ đạo của Diêm Vương Tinh.
- 1991 – thành lập Bệnh viện Bỏng quốc gia Lê Hữu Trác.
- 2015 – Động đất mạnh 7,8 độ ở Nepal làm hơn 7300 người chết và hơn 14.000 người bị thương.

## Sinh
- 1599 – Oliver Cromwell, chính khách Anh (m. 1658)
- 1840 – Pyotr Ilyich Tchaikovsky, nhạc sĩ Nga (theo lịch Julius) (m. 1893)
- 1849 – Felix Klein, nhà toán học Đức (m. 1925)
- 1874 – Guglielmo Marconi, nhà sáng chế người Ý, giải Nobel vật lý năm 1909 (m. 1937)
- 1900 – Wolfgang Ernst Pauli, nhà vật lý Thụy Sĩ gốc Áo, giải Nobel vật lý năm 1945 (m. 1958)
- 1903 – Andrey Nikolayevich Kolmogorov, nhà toán học người Nga (m. 1987)
- 1940 – Al Pacino, diễn viên người Mỹ
- 1945 – Björn Ulvaeus, ca sĩ, tác giả ca khúc người Thụy Điển, thành viên nhóm ABBA
- 1946 – Talia Shire, nữ diễn viên người Mỹ
- 1947 – Johan Cruyff, cầu thủ bóng đá, 3 lần giành Quả bóng vàng châu Âu, huấn luyện viên xuất sắc người Hà Lan (m. 2016)
- 1963 – David Moyes, là huấn luyện viên bóng đá của câu lạc bộ West Ham United, cũng là một cựu cầu thủ.
- 1969 – Renée Zellweger, nữ diễn viên người Mỹ
- 1976 – Kim Jong-kook, ca sĩ người Hàn Quốc
- 1978 - Vân Khánh, nữ ca sĩ Việt Nam
- 1987 – Jay Park, ca sĩ người Hàn Quốc
- 1993 – Raphaël Varane, cầu thủ bóng đá người Pháp
- 1997 – Trần Đình Trọng, cầu thủ bóng đá người Việt Nam

## Mất
- 1644 – Minh Tư Tông, tức Sùng Trinh đế - hoàng đế Trung Quốc (s. 1611)
- 1595 – Torquato Tasso, nhà thơ Ý (s. 1544)
- 1744 – Anders Celsius, nhà thiên văn Thuỵ Điển (s. 1701)
- 1840 – Siméon-Denis Poisson, nhà toán học Pháp (s. 1781)
- 1882 – Hoàng Diệu, quan Nhà Nguyễn (s. 1829)
- 1937 – Michał Drzymała, người nông dân Ba Lan nổi tiếng, đã chống lại chính quyền Vương quốc Phổ (s. 1857)
- 1995 – Ginger Rogers, nữ diễn viên, vũ công (s. 1911)
- 2014 – Tito Vilanova, cựu huấn luyện viên bóng đá người Tây Ban Nha (s. 1968)

## Ngày lễ và kỷ niệm
- Ngày Quốc tế phòng chống tiếng ồn.
- Ngày Quốc kỳ (Eswatini)
- Lễ Phục sinh vào các năm 1886, 1943. 25 tháng 4 dương lịch là ngày muộn nhất có thể của lễ Phục sinh (phương Tây) (22 tháng 3 là ngày sớm nhất)